# Niño Alejandro
Christopher Caesar Alejandro (22 de julio de 1976, Manila), conocido artísticamente como Niño Alejandro. Es un cantante de género pop y rock, compositor y músico filipino que reside en los Estados Unidos.

## Biografía
Niño Alejandro cuyo nombre verdadero Christopher Caesar Alejandro, nació el 22 de julio de 1976. Es sobrino del cantante y compositor Hajji Alejandro y sus primos Raquel, Baarni y Alejandro Alí. Ha publicado tres CD como solista (All I Can Give You - 1995 / Nocturno - 2000 / Niño - 2004), 2 bandas sonoras para las películas (Nagbibinata - 1998 / Pasko Sa Amin - 1998), y se encuentra grabando su primer CD "Sigaw" con su banda NATF (Nino Alejandro & The Force). Niño ha estado en la industria del entretenimiento de Filipinas desde 1995, y ha participado en comerciales de televisión para productos similares a Jollibee y motocicletas Honda, además actuó en una popular novela de la tele-(Munting Paraiso 1998), participó también en un largometraje (mamasan 2002), y realiza giras en diferentes ciudades alrededor del mundo.

## Vida personal
Está casado con la anfitriona de televisión y columnista Michelle Katigbak.

## Discografía

### Álbum de Estudio
- Todo lo que puedo dar (1995; [Alfa Records []])
- Nocturno (2000; [Alfa Records []])
- Niño (2003)

### Soundtrack
- Nagbibinata (1998; [Star Records []])
- Pasko sa Amin (1998)

### Compilación
- Metropop Festival de la Canción 2001 (2001; [Records GMA []])

### Singles
- Voy a ser tu amigo
- ¿Por qué?
- I Still Love You
- Alaala

## Composiciones
- No robar mi corazón (con Alejandro Ceska) - 1991
- Todos los que puedo darte-1992
- El bebé no puede ver (con el Cholo Escaño, Claudio Bobby, Nino Clarino) - 1993
- 'Caus I Can't Have You *-- 1994
- Diferentes clase de amor (con Rachel Alejandro) *-- 1994
- La ironía (con Rachel Alejandro) *-- 1995
- Sueños *-- 1995
- Creo que me Love You (con Cholo Escaño, Mondale Martin) - 1995
- ¿Por qué (con Cholo Escaño) - 1996
- Cada vez-1996
- Ano Ba? - 1996
- 2 Be With U-1996
- Pagbalik (con Cholo Escaño) - 1996
- Magic (con Rachel Alejandro )*-- 1997
- Inaalay-1997
- Falta You Tonight-1997
- Ulan (con Juliecel Castro) - 1997
- Tulay (con Rico Blanco )-- 1998
- All My Love **-- 1998
- Dolores Mi Amor-1998
- Ano Kaya? (Con Gino Torres) - 1999
- Usted Said-1999
- Be Free To Be In Love (con Rachel Alejandro )*-- 1999
- "The Big N.B." Librería Nacional Theme Song-2000
- Nakalimutan Mo Na Ba (con Juliecel Castro) - 2001
- Sin embargo-2002
- You Are The One? - 2002
- One More Try (con Alejandro Alonso, Zárate Noel, y Monsod Ian) - 2002
- El deseo del corazón (con Rachel Alejandro) - 2002

- Datos: Q9050321